# Pramadea
Pramadea és un gènere d'arnes de la família Crambidae descrit per Frederic Moore el 1888.

## Taxonomia
- Pramadea crotonalis (Walker, 1859)
- Pramadea denticulata Moore, 1888
- Pramadea lunalis (Guenée, 1854)
- Pramadea ovialis (Walker, 1859)

El gènere anteriorment estava catalogat com a sinònim de Syllepte, però es va restablir com un gènere vàlid per Kirti i Gill el 2004